# Parathyma phorkys
Parathyma phorkys är en fjärilsart som beskrevs av Hans Fruhstorfer 1913. Parathyma phorkys ingår i släktet Parathyma och familjen praktfjärilar. Inga underarter finns listade i Catalogue of Life.